# Nicolas Madget (évêque)
Pour les articles homonymes, voir Nicolas Madget (homonymie).
Nicolas Madget ou Madgett, né à Ballynorig, dans la paroisse de Kilmoiley, dans le comté de Kerry, à une date inconnue et décédé à Tralee en 1774, est un ecclésiastique irlandais.

## Biographie
Fils d'un parson anglican, Nicolas Madget est élevé secrètement dans le catholicisme par sa mère. Ordonné prêtre à Paris, il rentre en Irlande en 1714 et obtient divers offices, dont la cure de Dingle. Le 18 juillet 1732, il soutient une thèse de théologie à l'université de la Sorbonne.
Ancien président du collège Saint-Barbe de Paris et vicaire-général d'Ardfert en 1752,, il succède le 23 février 1753 à William O'Meara comme évêque d'Ardfert et Aghadoe,
Installé à Tralee, il y bâtit une maison, à Strand Street, où il demeure jusqu'à sa mort en 1774. Il est inhumé à Ardfert, dans la même tombe que les évêques Denis Moriarty en 1737 et Owen O'Sullivan en 1739.
Il est l'oncle de Nicolas Madget de Tralee et de Nicolas Madget de Kinsale.